# Pieve Vergonte
Pieve Vergonte é uma comuna italiana da região do Piemonte, província do Verbano Cusio Ossola, com cerca de 2.692 habitantes. Estende-se por uma área de 41 km², tendo uma densidade populacional de 66 hab/km². Faz fronteira com Anzola d'Ossola, Calasca-Castiglione, Piedimulera, Premosello-Chiovenda, Valstrona, Vogogna.

## Demografia
| Variação demográfica do município entre 1861 e 2011                               |
|                                                                                   |
| Fonte: Istituto Nazionale di Statistica (ISTAT) - Elaboração gráfica da Wikipedia |